# Antti Tulenheimo
Antti Agathon Tulenheimo, ursprungligen Thulé, född 4 december 1879 i Kangasala, död 3 september 1952 i Helsingfors, var en finländsk politiker, professor i straffrätt, kansler, Helsingfors universitets rektor 1926–1930, Helsingfors stadsdirektör (överborgmästare) 1931–1944 och Finlands statsminister år 1925.
Kommendör med stora korset av Kungl. Vasaorden 1925. Tulenheimo var gift med skådespelaren Lilli Tulenheimo.

## Utmärkelser
- Kommendörstecknet av I klass av Finlands Vita Ros’ orden,  16 maj 1919[2]
- Kommendör av 1. klass av Vasaorden,  1924[3]
- Frihetskorset (Estland),  29 april 1925[4]
- Kommendör med stora korset av Vasaorden,  21 augusti 1925[5]
- Storkorset av Finlands Vita Ros’ orden,  23 december 1925[6]
- Tre Stjärnors orden, första klass,  1926[3]
- Storkors med kedja av Karl III:s orden,  22 november 1926[7]
- Storkors av Sankt Olavs orden,  1928[3]
- Storkors av Dannebrogorden,  1928[3]
- Storkors av Polonia Restituta,  1929[3]
- Kungariket Ungerns förtjänstorden,  1929[3]
- Vita stjärnans orden, första klass,  26 november 1937[8]
- Tyska örnens orden,  1938[3]
- Förtjänstmedaljen för befolkningsskyddsarbete av 1. klass,  1940[3]
- Storkorset av Finlands Lejons orden,  14 januari 1943[9]
- Vinterkrigets minnesmedalj[3]

[Redigera Wikidata]